# Vogtei Höchstädt
Die Vogtei Höchstädt war eine Vogtei im Heiligen Römischen Reich mit Sitz in Höchstädt an der Donau, einer Stadt im heutigen Landkreis Dillingen an der Donau.

## Geschichte

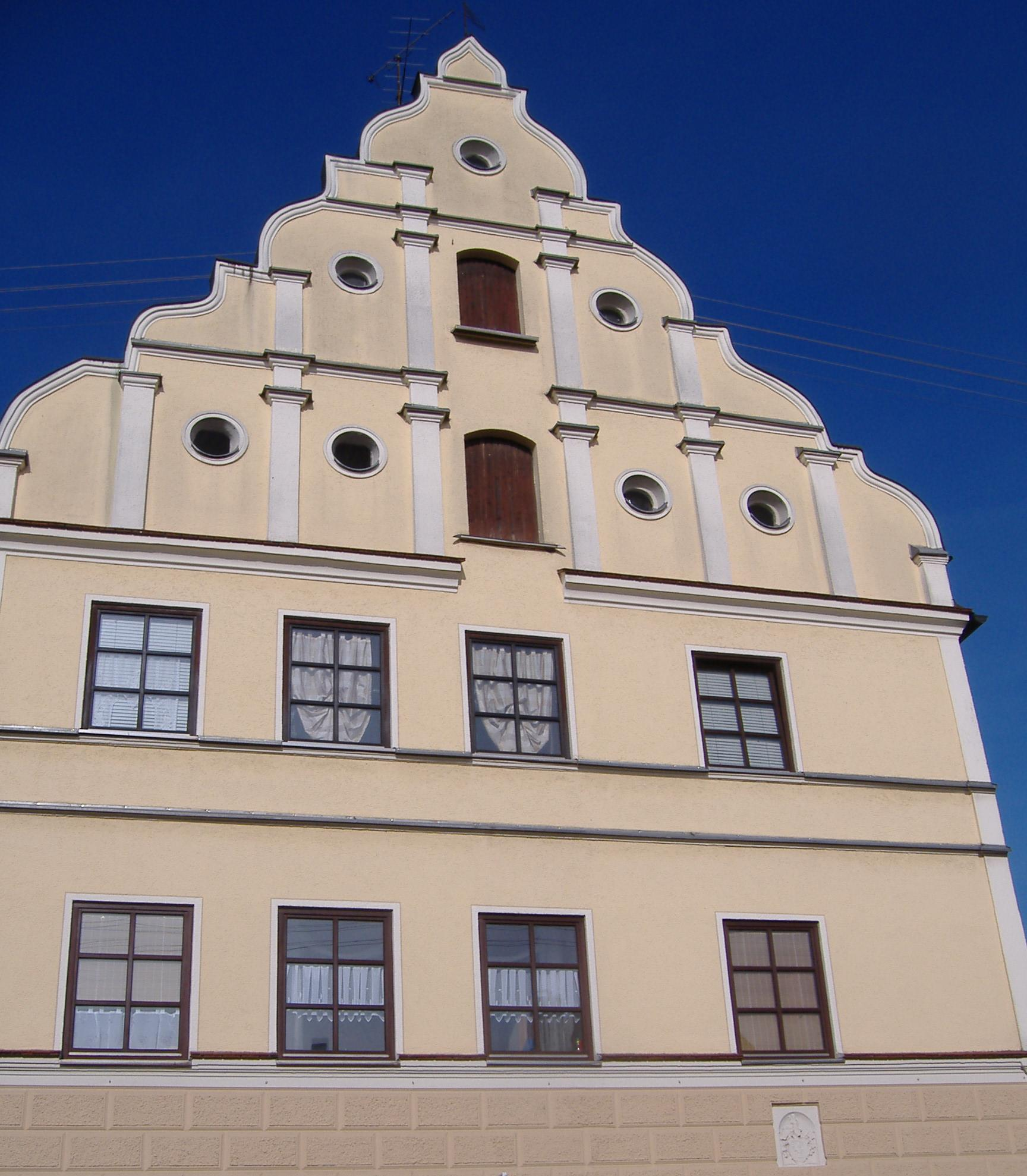
Kastnerhaus in Höchstädt

Die Vogtei Höchstädt war ursprünglich Reichsgut, das die Staufer zu ihrem Hausgut gemacht hatten. Durch das konradinische Erbe im Jahr 1268 kam die Vogtei Höchstädt und andere Vogteien an das Herzogtum Bayern. 
Zur Vogtei Höchstädt gehörten die Orte Berghausen, Blindheim, Oberglauheim, Unterglauheim, Oberliezheim, Unterliezheim, Lutzingen, Schwennenbach, Steinheim und Wolpertstetten. Höchstädt schied mit der Stadterhebung vor 1220 durch Friedrich II. aus dem Verband der Vogtei Höchstädt aus. 
Nach 1268 wurde als Mittelpunkt dieser bayerischen Besitzungen in Schwaben um die Burg in Höchstädt eine neue Stadt angelegt und die alte Stadt wurde aufgelassen. Deren letzte Reste wurden 1557 abgebrochen.
Im 18. Jahrhundert wurde aus der Vogtei Höchstädt das Landvogtamt Höchstädt mit zwei Pflegämtern, dem Pflegamt Lauingen und dem Pflegamt Gundelfingen. Mit der Verwaltungsneugliederung Bayerns im Jahr 1803 wurde das Landgericht Höchstädt gebildet.